# Llera de Canales
Llera de Canales es una localidad mexicana situada en el estado de Tamaulipas, cabecera del municipio de Llera. Fue la primera villa fundada por el Conde Don José de Escandón y Helguera en lo que fuera la provincia del Nuevo Santander, hoy Tamaulipas.

## Historia
La Villa de Llera De Canales fue fundada el 25 de diciembre del año de 1748 por el Conde Don José de Escandón y Helguera. Previo a la fundación del Nuevo Santander ahora Tamaulipas, Don José de Escandón efectuó el reconocimiento de una gran extensión territorial llamada Costa del Seno Mexicano, ubicada entre el Golfo de México al Oriente,la Sierra Madre Oriental al Poniente, el río Panuco al Sur y el río Nueces al Norte. 
Al ser fundada oficialmente se le dio el nombre de Llera en honor a Doña Josefa de Llera y Ballas Condesa de Sierra Gorda y esposa de Don José de Escandón. Años después se le agregó al nombre el apellido del General Servando Canales para formar el nombre actual: Llera de Canales.

## Geografía
Llera es la cabecera del Municipio de Llera, está situada en la porción media del territorio del estado de Tamaulipas, en las estribaciones de la Sierra Madre Oriental y de la sierra de Tamaulipas. Llera pertenece a la región económica del centro del Estado. Colinda al norte con los Municipios de Victoria y Casas, al Sur colinda con los municipios de Gómez Farías, Xicoténcatl y González. Al Este colinda con el municipio de Casas y al oeste con los de Ciudad Victoria y Jaumave. Llera está localizado en las siguientes coordenadas, latitud 23° 19’ 04” y longitud 99° 01’ 27” a una altitud de 291 metros sobre el nivel del mar. En una extensión territorial de 2283.53 kilómetros cuadrados, que representa el 2.86 % del total de la superficie del Estado.

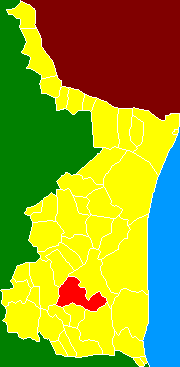
Localización del Municipio de Llera en Tamaulipas.

En Hidrografía, Llera de Canales cuenta con el río Guayalejo o Tamesís. El cual nace en el Puerto de los Duraznos en el valle de Palmillas, pasa por los municipios de Jaumave, Llera de Canales, Cd. Mante, y González, llamándose Guayalejo; sigue su curso por el municipio de Altamira y por último entra al de Tampico, siendo en estos dos municipios donde generalmente se le denomina Tamesí (en la antigüedad Tamesín). Desemboca en el río Panuco. 
El Guayalejo es el motor de la agricultura en esta zona. Gracias a él se desarrolla la industria azucarera en El Mante, Tamaulipas, y la cítrica en Llera de Canales.
Llera forma parte de la reserva de la Biosfera de El Cielo, que se localiza en la parte suroeste del municipio, la cual se extiende sobre ambas vertientes de la sierra madre oriental, en la región conocida como sierra de Cucharas, cubre un área de 17343.6 has. dentro del municipio.

## Clima
| Parámetros climáticos promedio de Llera, Tamaulipas (500 msnm) normales 1981–2010 | Parámetros climáticos promedio de Llera, Tamaulipas (500 msnm) normales 1981–2010 | Parámetros climáticos promedio de Llera, Tamaulipas (500 msnm) normales 1981–2010 | Parámetros climáticos promedio de Llera, Tamaulipas (500 msnm) normales 1981–2010 | Parámetros climáticos promedio de Llera, Tamaulipas (500 msnm) normales 1981–2010 | Parámetros climáticos promedio de Llera, Tamaulipas (500 msnm) normales 1981–2010 | Parámetros climáticos promedio de Llera, Tamaulipas (500 msnm) normales 1981–2010 | Parámetros climáticos promedio de Llera, Tamaulipas (500 msnm) normales 1981–2010 | Parámetros climáticos promedio de Llera, Tamaulipas (500 msnm) normales 1981–2010 | Parámetros climáticos promedio de Llera, Tamaulipas (500 msnm) normales 1981–2010 | Parámetros climáticos promedio de Llera, Tamaulipas (500 msnm) normales 1981–2010 | Parámetros climáticos promedio de Llera, Tamaulipas (500 msnm) normales 1981–2010 | Parámetros climáticos promedio de Llera, Tamaulipas (500 msnm) normales 1981–2010 | Parámetros climáticos promedio de Llera, Tamaulipas (500 msnm) normales 1981–2010 |
| Mes                                                                               | Ene.                                                                              | Feb.                                                                              | Mar.                                                                              | Abr.                                                                              | May.                                                                              | Jun.                                                                              | Jul.                                                                              | Ago.                                                                              | Sep.                                                                              | Oct.                                                                              | Nov.                                                                              | Dic.                                                                              | Anual                                                                             |
| --------------------------------------------------------------------------------- | --------------------------------------------------------------------------------- | --------------------------------------------------------------------------------- | --------------------------------------------------------------------------------- | --------------------------------------------------------------------------------- | --------------------------------------------------------------------------------- | --------------------------------------------------------------------------------- | --------------------------------------------------------------------------------- | --------------------------------------------------------------------------------- | --------------------------------------------------------------------------------- | --------------------------------------------------------------------------------- | --------------------------------------------------------------------------------- | --------------------------------------------------------------------------------- | --------------------------------------------------------------------------------- |
| Temp. máx. abs. (°C)                                                              | 36.5                                                                              | 35                                                                                | 39                                                                                | 43                                                                                | 41.5                                                                              | 41                                                                                | 43                                                                                | 39.5                                                                              | 39                                                                                | 38                                                                                | 37                                                                                | 36.5                                                                              | 43                                                                                |
| Temp. máx. media (°C)                                                             | 20.7                                                                              | 23.2                                                                              | 26.7                                                                              | 29.4                                                                              | 31.1                                                                              | 31.3                                                                              | 30.9                                                                              | 31.5                                                                              | 29                                                                                | 26.6                                                                              | 23.8                                                                              | 21                                                                                | 27.1                                                                              |
| Temp. media (°C)                                                                  | 14.3                                                                              | 16.2                                                                              | 19.3                                                                              | 22.1                                                                              | 24.4                                                                              | 25.1                                                                              | 24.7                                                                              | 25                                                                                | 23.2                                                                              | 20.7                                                                              | 17.5                                                                              | 14.7                                                                              | 20.6                                                                              |
| Temp. mín. media (°C)                                                             | 7.9                                                                               | 9.2                                                                               | 12                                                                                | 14.8                                                                              | 17.6                                                                              | 18.8                                                                              | 18.5                                                                              | 18.5                                                                              | 17.3                                                                              | 14.8                                                                              | 11.3                                                                              | 8.5                                                                               | 14.1                                                                              |
| Temp. mín. abs. (°C)                                                              | -1                                                                                | -3                                                                                | 1                                                                                 | 0                                                                                 | 7                                                                                 | 10                                                                                | 12                                                                                | 11.5                                                                              | 8                                                                                 | 1.2                                                                               | 0                                                                                 | -7                                                                                | -7                                                                                |
| Precipitación total (mm)                                                          | 21.6                                                                              | 9.4                                                                               | 11.2                                                                              | 31.5                                                                              | 65.4                                                                              | 115.9                                                                             | 96.9                                                                              | 87.2                                                                              | 118.6                                                                             | 54.4                                                                              | 13.9                                                                              | 14                                                                                | 640                                                                               |
| Días de precipitaciones (≥ 0.1 mm)                                                | 2                                                                                 | 1.1                                                                               | 1.6                                                                               | 2.4                                                                               | 4                                                                                 | 5.6                                                                               | 4.7                                                                               | 4.6                                                                               | 5.9                                                                               | 2.9                                                                               | 1                                                                                 | 1.1                                                                               | 36.9                                                                              |
| Fuente: Servicio Meteorológico Nacional                                           |                                                                                   |                                                                                   |                                                                                   |                                                                                   |                                                                                   |                                                                                   |                                                                                   |                                                                                   |                                                                                   |                                                                                   |                                                                                   |                                                                                   |                                                                                   |

## Música
En Llera se escucha el huapango, que es la música propia de la huasteca. 
Exponentes: Los Pavorreales de Llera, Herencia Huasteca, entre otros. 
El huapango cuenta la historia, las costumbres y tradiciones de la región, de su gente, de lo que somos como Llerenses, porque cuando escuchamos un huapango nos recuerda nuestra fiesta de Semana Santa, el día de la Virgen del Rosario y demás las fiestas populares.

## Diversión
La zona de balnearios naturales más importantes son la “Peñita”, la “Presa”, “Panza de Vaca” y muy recientemente el “Sauzal”.
La “Peñita” es el balneario más conocido y de mayor atracción turística en la región por la práctica del kayakismo y el canotaje como deportes acuáticos, y por sus transparentes y tranquilas aguas.
Si eres amante del deporte extremo, podrás botar tu kayak y sortear los rápidos que se forman en su recorrido aguas abajo, con el atractivo adicional, de tener la oportunidad de admirar el paisaje natural de ésta hermosa región.
En la zona oeste de Llera, se encuentran los lugares conocidos como Las Prietas, San Ramón y las Lajas, los cuales se sitúan al margen del río Guayalejo, donde sus aguas transparentes y limpias invitan a la convivencia y la armonía con la naturaleza.